# Qasim Amin
Qasim Amin, född 1 december 1863 i Alexandria, död 22 april 1908 i Kairo, var en egyptisk jurist och författare.
Amin engagerade sig starkt i Egyptens sociala problem. 1899 utgav han boken "Kvinnans frigörelse", som förorsakade stor debatt. Han menade att en sann frigörelse ställde krav på utbildning av flickor, värdig behandling av kvinnan och på hennes rätt till självständigt arbete.